# George Avakian
George Avakian (Armavir, 15 marzo 1919 – New York, 22 novembre 2017) è stato un produttore discografico armeno, noto soprattutto per il suo lavoro alla Columbia Records e il suo ruolo nella produzione degli album di Miles Davis e di altri importanti musicisti jazz.

## Biografie
Avakian nacque ad Armavir, in Russia. Suo fratello era il fotografo e regista Aram Avakian (1926-1987). Allievo della Yale University, George divenne un grande appassionato di jazz e un collezionista di dischi. Nel 1937 debuttò come critico musicale. Ancora da studente, nel 1940 circa, divenne il responsabile delle prime riedizioni della Columbia, e scoprì alcune registrazioni inedite di Louis Armstrong e dei suoi Hot Five e Hot Seven.
Il suo lungo periodo alla Columbia Records culminò quando, alla fine degli anni cinquanta divenne direttore delle divisioni Popular Music e International. Fu Avakian a mettere sotto contratto Dave Brubeck e Miles Davis per citare solo i più importanti artisti da lui reclutati: in quel periodo era solito scrivere le note di copertina per molti dei dischi da lui prodotti. Nel 1962 organizzò la famosa tournée di Benny Goodman in Unione Sovietica.
Ricoprì anche il ruolo di manager per Keith Jarrett dal 1970 al 1974, avendo in precedenza ricoperto lo stesso ruolo per il Charles Lloyd Quartet, di cui Jarrett faceva parte: in seguito si ritirò praticamente dall'industria musicale e si dedicò all'allevamento di cavalli da corsa.
Tra i fondatori della National Academy of Recording Arts and Sciences, Avakian, nel 2000, ha ricevuto il premio alla carriera della rivista Down Beat.
Avakian sposò la violinista, e insegnante della Juilliard School, Anahid Ajemian: assieme a lei e a sua sorella, la pianista Maro Ajemian, fu di grande aiuto all'affermazione del compositore Alan Hovhaness negli anni 40 e 50, procurandogli concerti e occasioni di registrazione.

## Curiosità
- Per la copertina di Miles Ahead, pubblicato alla Columbia Records, Avakian aveva scelto la foto di una ragazza bianca su una barca a vela. Si dice che a Miles Davis non piacque e che lo comunicasse ad Avakian chiedendogli: "Perché c'hai messo quella troia bianca?"". Avakian disse poi che si trattava di una domanda scherzosa. La copertina, in ogni caso, fu cambiata.